# Скрицький Анатолій Петрович
Анато́лій Петро́вич Скри́цький (псевдо «дядя Толя») — старшина Збройних сил України, учасник російсько-української війни. Доброволець, командир танка. Брав участь у боях на території Донецького аеропорту, один із учасників бою за Путилівський міст під Донецьком. 1977 демобілізований з лав РА, служив в Угорщині. Депутат Києво-Святошинської районної ради VII скликання. На війні загинув його племінник, десантник 95-ї бригади.

## Життєпис
У 1975—1977 роках проходив строкову службу командиром танка в 201 танковому полку в Угорщині. До війни працював виконробом на будівництві. З початком війни двічі приходив добровільно до військкомату, але йому відмовляли за віком, поки не з'явився указ про збільшення віку військовослужбовців до 60 років.
22 січня 2015-го під час виконання бойового завдання біля аеропорту «Донецьк» у складі своїх екіпажів сержант Костянтин Балтага, командир танка старшина Анатолій Скрицький, солдат Володимир Суханін, навідник солдат Дмитро Тринога вели вогонь на ураження противника, пробиваючи кільце оточення для виходу українських підрозділів. Під час ведення бою з ладу вийшла гармата танку. Гармату було силами екіпажу відновлено не припиняючи бою. Старшина Скрицький, сержант Балтага та солдат Тринога були поранені, але не покинули бойових позицій. При відході після підбиття танка перебували на броні екіпажу лейтенанта Івана Ждана.
Потім служив у навчальному центрі «Десна», звідти перейшов у бригаду швидкого реагування Нацгвардії, наприкінці 2017-го рішенням головнокомандувача Збройних Сил був переведений командиром танка в 72-гу механізовану бригаду.
На місцевих виборах 25 жовтня 2015 року став депутатом Києво-Святошинської районної ради VII скликання від партії Батьківщина.

## Сім'я
Має дружину Тетяну і дітей.

## Нагороди та вшанування
За особисту мужність і героїзм, виявлені у захисті державного суверенітету та територіальної цілісності України, вірність військовій присязі під час російсько-української війни
- нагороджений орденом «За мужність» III ступеня (27.1.2015)
- звання «Герой-захисник Вітчизни» Києво-Святошинського району (рішення Києво-Святошинської районної ради від 19.12.2017).